# Chrīstos Christodoulou
Chrīstos Christodoulou (in greco Χρήστος Χριστοδούλου?; Atene, 13 agosto 1961) è un ex cestista greco.
È il fratello maggiore di Fanīs Christodoulou.

## Carriera
Con la Grecia ha disputato i Campionati mondiali del 1986.

## Palmarès
- Coppa di Grecia: 1

Panionios: 1990-91